# Лупоглав (Брцковљани)
Лупоглав је насељено место у саставу општине Брцковљани у Загребачкој жупанији, Хрватска. До територијалне реорганизације у Хрватској налазио се у саставу бивше велике општине Дуго Село.

## Становништво
На попису становништва 2011. године, Лупоглав је имао 1.086 становника.

## Попис1991.
На попису становништва 1991. године, насељено место Лупоглав је имало 820 становника, следећег националног састава:
| Попис 1991.‍  | Попис 1991.‍  | Попис 1991.‍ | Попис 1991.‍ | Попис 1991.‍ |
| ------------ | ------------ | ----------- | ----------- | ----------- |
|              |              |             |             |             |
| Хрвати       | Хрвати       |             | 793         | 96,70%      |
| Срби         | Срби         |             | 9           | 1,09%       |
| Југословени  | Југословени  |             | 2           | 0,24%       |
| Муслимани    | Муслимани    |             | 1           | 0,12%       |
| Словенци     | Словенци     |             | 1           | 0,12%       |
| неопредељени | неопредељени |             | 6           | 0,73%       |
| регион. опр. | регион. опр. |             | 1           | 0,12%       |
| непознато    | непознато    |             | 7           | 0,85%       |
| укупно: 820  |              |             |             |             |